# Starý Smrdov
Starý Smrdov (německy Alt Smerdow) je malá vesnice, část vesnice Smrdov a obce Vyklantice v okrese Pelhřimov. Nachází se asi 0,5 km na severozápad od Vyklantic. V roce 2009 zde bylo evidováno 33 adres. V roce 2001 zde trvale žilo 21 obyvatel.
Starý Smrdov leží v katastrálním území Vyklantice o výměře 6,81 km2.

## Galerie

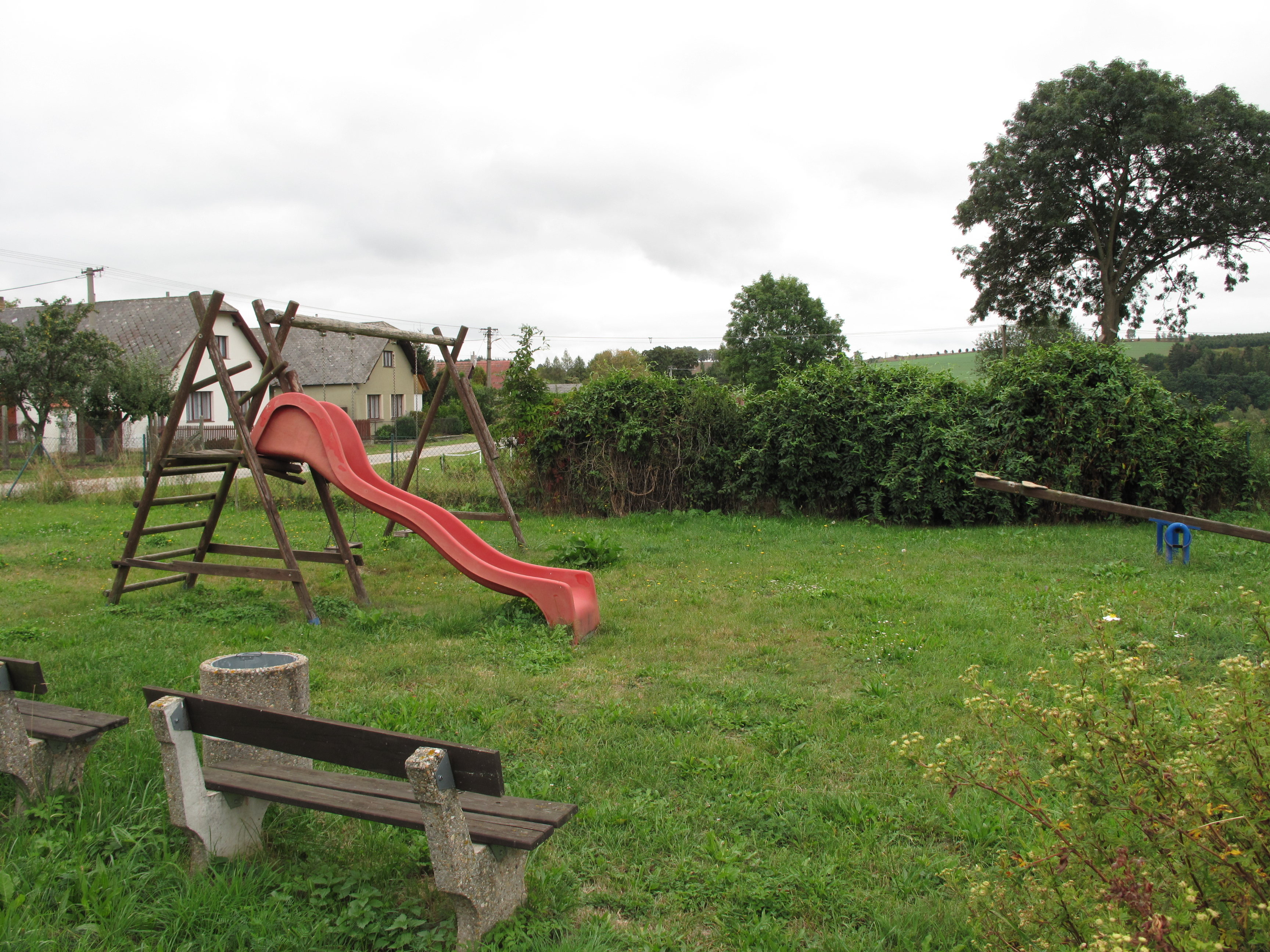
Dětské hřiště
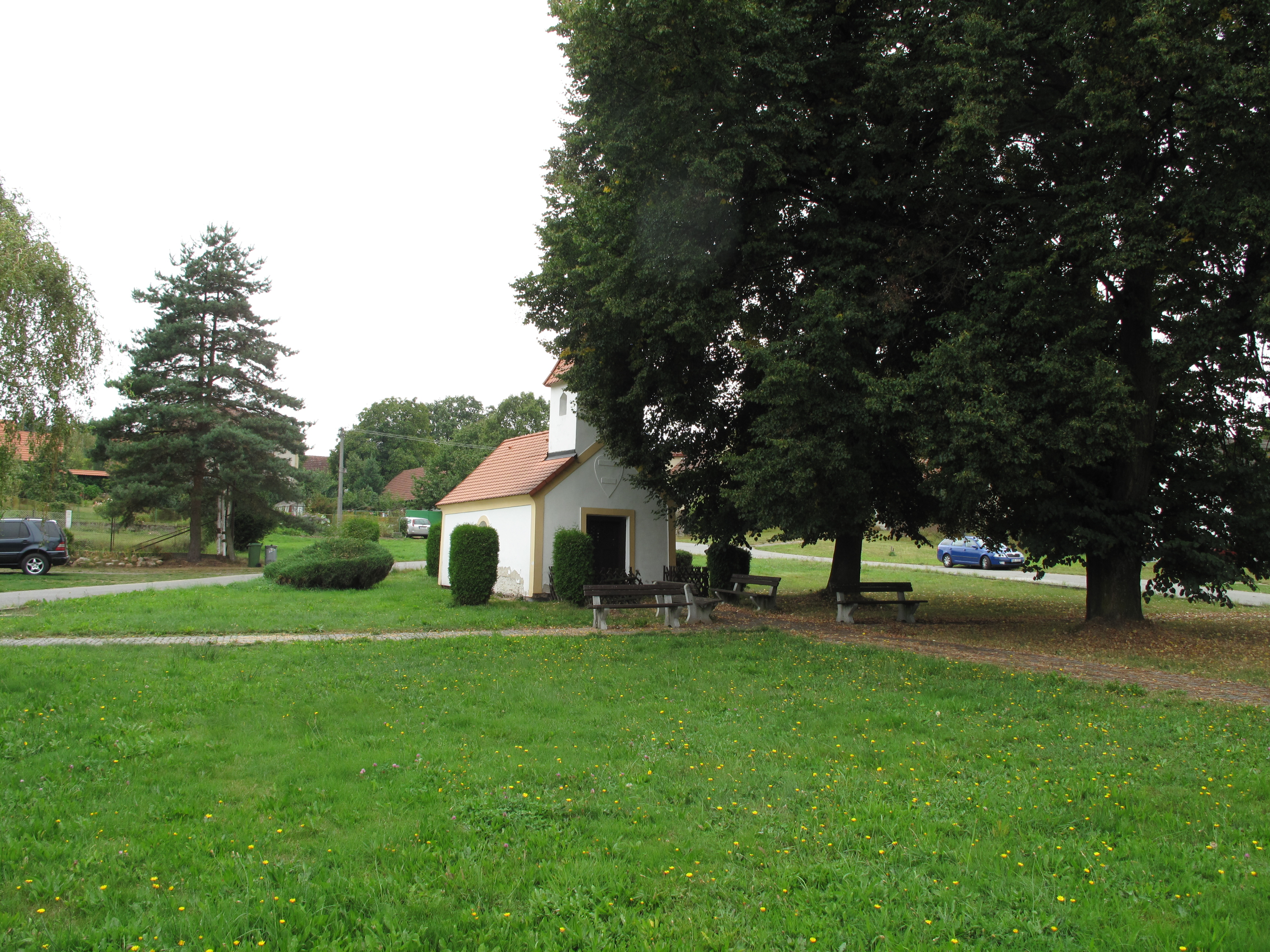
Kaplička na návsi
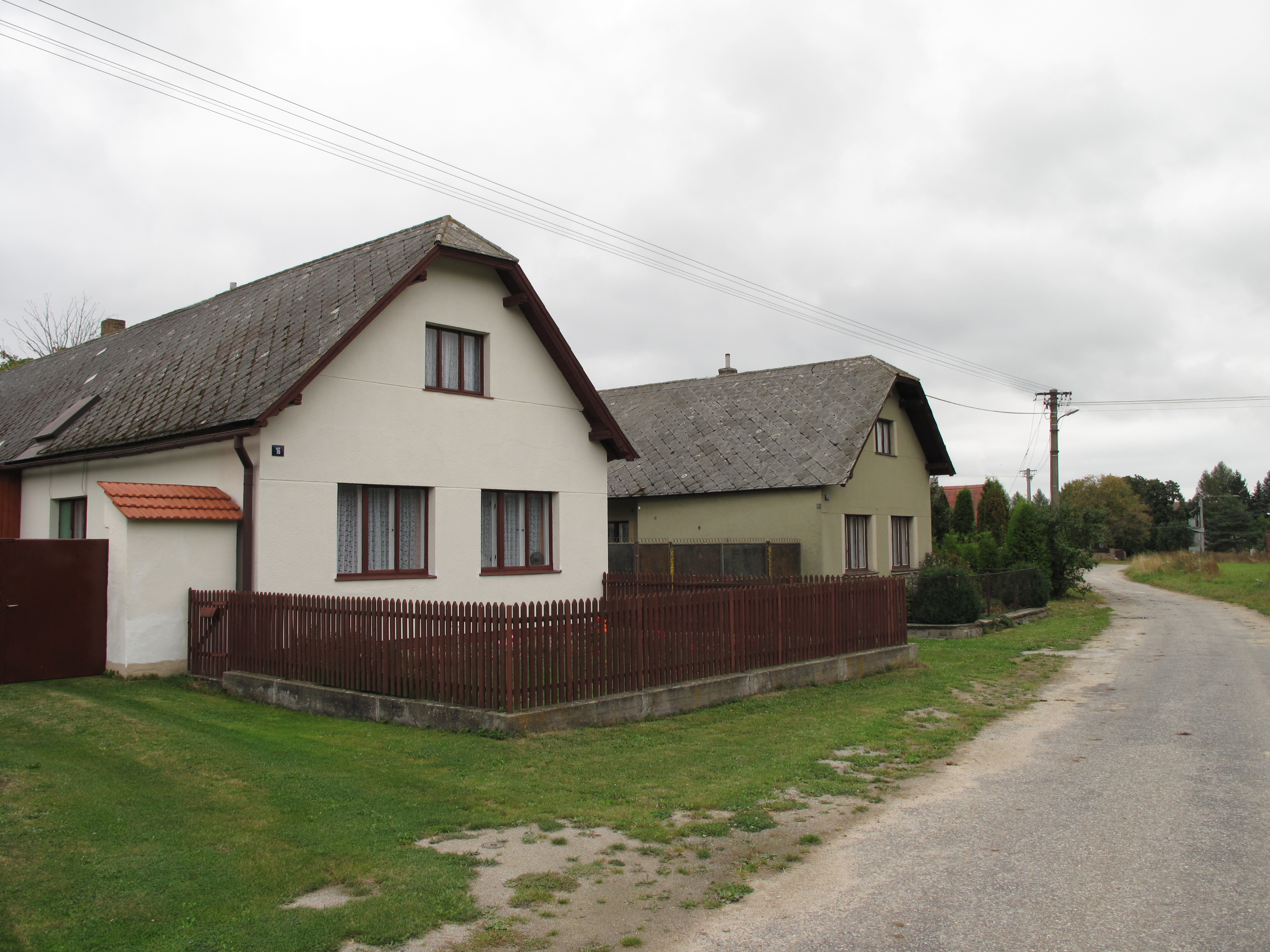
Domy